# قلعة سيمينوفسكي
قلعة سيمينوفسكي  (بالروسية: Семёновская крепость) هي قلعة كانت موجودة في نهاية القرن السابع عشر ء بداية القرن الثامن عشر. تم العثور عليه عند مصب نهر يووس في روستوف أوبلاست ، على المشارف الجنوبية لقرية بيجليتسا.

## تاريخ
من المعروف أنه في خريف عام 1674 تم إرسال ناس من موسكو إلى الدون من قبل الأمير خوفانسكي بطرس 1 الثعبان لبناء قلعة على نهر يووس. لم تتحقق هذه الفكرة لأنهم لم يجد مكانا جيدا لبناء القلعة. بني الحصن في وقت لاحق في عام 1698 وأصبح يعرف باسم قلعة اليووس. ثم تم تغيير اسمها إلى قلعة سيمينوفسكي.
تم بناء الهيكل القلعة كمستطيل غير منتظم يحتوي على 4 معاقل ونصفتي معاقل. تم إنشاء بوابة، على الجانب السهلي، وكان محمي من قبل معقل ديمي. يبلغ ارتفاع البئر الأرضية 3.5 متر، وكان عمقه 2 متر وعرضه 6 أمتار. كان حجم المربع 600 أكثر من 500 متر. 
في عام 1699 ، كان عدد السكان421 رجلاً، من بينهم وفرسان وجنود. القوقازيين الذين كانوا في القلعة، كان دورهم في تفتيش السفن التجارية المارة. في عام 1711 ، تم تدمير القلعة جزئيا.
في القرن الحادي والعشرين، تجري الأبحاث والحفريات الأثرية على أراضي القلعة القديمة. خلال البحث، تم العثور على عناصر من السيراميك وأنابيب التدخين.